# Bernice P. Bishop Museum Bulletin
Bernice P. Bishop Museum Bulletin (abreviado Bernice P. Bishop Mus. Bull.) fue una revista ilustrada con descripciones botánicas que fue editada por el Bishop Museum de las Islas Hawaii desde el año 1922 hasta 1987. Fue sucedida por Bishop Mus. Bull. Bot..